# Menno Loos
Menno Loos (9 december 1974) is een van de oprichters van Stichting 2 miljoen handtekeningen (2MH), die in oktober 2008 werd opgericht in Nederland en op 7 december 2010 bij de Tweede Kamer een burgerinitiatief indiende voor een systeem van Actieve Donorregistratie (ADR) ter vervanging van de Wet op de Orgaandonatie (van kracht van 26 januari 1998 tot 1 september 2020). Nadat de Commissie voor de Verzoekschriften en de Burgerinitiatieven van de Tweede Kamer de inhoudelijke behandeling van het initiatief had afgewezen werd Loos de drijvende kracht van de lobby voor een ADR-systeem. Deze lobby leidde uiteindelijk tot het indienen van een wetsvoorstel voor ADR door Pia Dijkstra (D66) en tot het aannemen van de wet door de Eerste Kamer op 12 februari 2018 welke laatste op 1 september 2020 van kracht werd.

## Politieke activiteiten
- In 2018 werd Loos raadslid voor de VVD in Arnhem
- Op 17 mei 2019 mocht Loos tijdens de viering van 100 jaar algemeen kiesrecht in de Ridderzaal zijn persoonlijke verhaal vertellen over het burgerinitiatief 2 Miljoen Handtekeningen en 10 jaar actieve strijd voor ADR. Hij ontving deze prijs voor zijn inzet als voorzitter van “Stichting 2 Miljoen Handtekeningen“ waardoor het wetsvoorstel “Donorregistratiesysteem” veranderde.

## Prijs
In 2018 ontving Menno Loos van de Stichting Nationaal Donor Monument de 'Gouden Klim', een prijs voor personen of instellingen, die zich bovenmatig hebben ingespannen om bewustwording omtrent donatie en/of transplantatie te bevorderen.

## Onderscheiding
In 2022 werd hij onderscheiden als Ridder in de Orde van Oranje-Nassau voor zijn strijd voor een nieuwe donorwet.

## Boek
- Loos, Menno en Ed van Eeden (2021). Dat bepaal je zelf – Tien jaar strijden voor een nieuwe Donorwet. Arnhem: LoosBD

## Kunstzinnige activiteiten
In 2022 is Menno Loos iets heel anders gaan doen. Hij werd kunstenaar en naar het zich laat aanzien niet onverdienstelijk. Zie bijvoorbeeld: https://ipassby.com/